# Dolac (Čapljina, BiH)
Dolac je bivše samostalno naselje s područja današnjeg Grada Čapljina, Federacija BiH, BiH.

## Povijest
Za vrijeme socijalističke BiH ovo je naselje pripojeno naselju Gorica.